# Мікеладзе Джемал Придонович
Джемал Придонович Мікеладзе (20 серпня 1936, село Кулаші Самтредського району Грузинської РСР, тепер Республіка Грузія — 2014, місто Тбілісі, Республіка Грузія) — грузинський радянський політичний діяч. Останній перший секретар ЦК Компартії Грузинської РСР. Генерал-лейтенант поліції Грузії.

## Життєпис
У 1957—1960 роках — розмітник Тбіліського авіаційного заводу; робітник радгоспу в Кіровському районі Грузинської РСР.
У 1960—1961 роках — завідувач відділу Ленінського районного комітету ЛКСМ Грузії міста Тбілісі. У 1961 році — інструктор Тбіліського міського комітету ЛКСМ Грузії. У 1961—1965 роках — 2-й, 1-й секретар Калінінського районного комітету ЛКСМ Грузії міста Тбілісі.
Член КПРС з 1963 року.
У 1965—1971 роках — начальник Калінінського районного відділу внутрішніх справ міста Тбілісі.
У 1967 році заочно закінчив Грузинський сільськогосподарський інститут, а у 1970 році — Тбіліський державний університет.
З 1971 року — начальник відділу Управління внутрішніх справ міста Тбілісі.
У 1976 році закінчив академію Міністерства внутрішніх справ СРСР.
У 1976—1980 роках — начальник Управління внутрішніх справ міста Тбілісі.
У 1980—1987 роках — міністр внутрішніх справ Аджарської АРСР.
У 1987—1988 роках — начальник Тбіліського факультету Московської вищої школи міліції МВС СРСР.
У 1988—1990 роках — 1-й заступник голови Грузинської республіканської ради спортивного товариства «Динамо».
У 1990—1991 роках — 1-й секретар Тбіліського міського комітету Комуністичної партії Грузії.
20 лютого — 26 серпня 1991 року — 1-й секретар ЦК Комуністичної партії Грузії.
З 1993 по 2000 роки був головою тбіліської філії Московської вищої школи міліції та першим заступником міністра внутрішніх справ Грузії. У 2000—2004 роках обіймав посаду голови департаменту матеріальних резервів. З 2004 року — на пенсії.
Помер у квітні 2014 року у Тбілісі.